# Andrew Agozzino
Andrew Agozzino (* 3. Januar 1991 in Kleinburg, Ontario) ist ein kanadischer Eishockeyspieler, der seit Juli 2024 bei den Utah Mammoth aus der National Hockey League (NHL) unter Vertrag steht und parallel für deren Farmteam, die Tucson Roadrunners, in der American Hockey League (AHL) auf der Position des linken Flügelstürmers spielt.

## Karriere

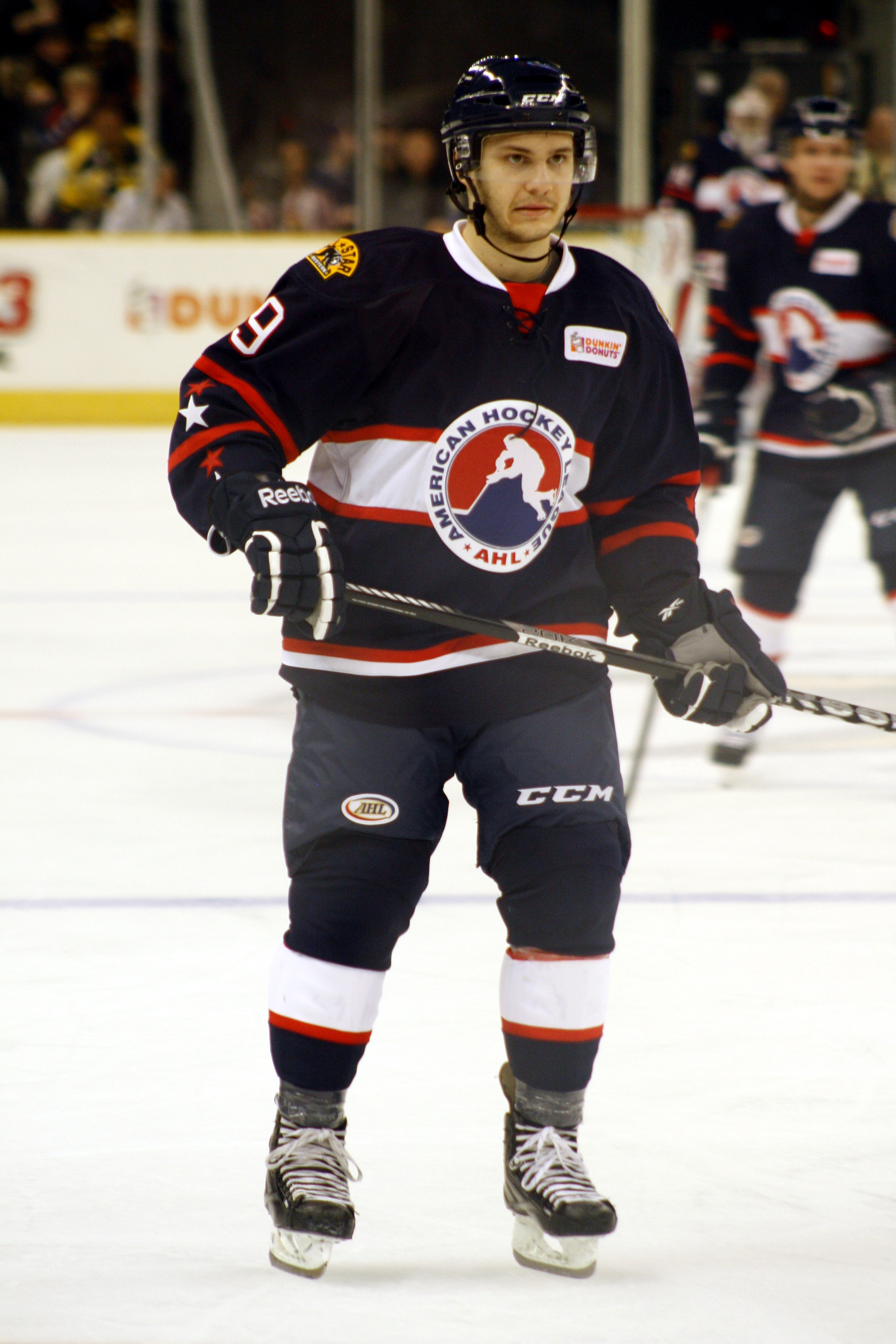
Agozzino beim AHL All-Star Classic 2013

Agozzino spielte für die Mississauga IceDogs in einer Juniorenliga der Greater Toronto Area, bevor er bei der Priority Selection 2007 der Ontario Hockey League (OHL) in der ersten Runde an 15. Position von den Niagara IceDogs ausgewählt wurde. Der Spieler entschied sich mit Beginn der OHL-Saison 2007/08 zu einem Wechsel in die kanadische Major-Junior-Liga und absolvierte insgesamt 50 Partien; dabei gelangen ihm 22 Scorerpunkte. Nachdem er mit seinem Team in der Saison 2008/09 in den OHL-Play-offs in der zweiten Runde gegen die Belleville Bulls ausgeschieden war, wurde er zu Beginn der OHL-Spielzeit 2009/10 zum Mannschaftskapitän der Niagara IceDogs ernannt. Dieses Amt hatte er bis zum Ende seiner Juniorenkarriere 2012 inne. In der Saison 2009/10 absolvierte Agozzino 66 Spiele und erreichte erstmals einen Punkteschnitt von 1 pro Spiel. Nachdem er mit den IceDogs in der ersten Runde den Ottawa 67’s unterlag, nahmen ihn die Peoria Rivermen aus der American Hockey League (AHL) für den Rest der regulären Saison mittels eines so genannten „amateur try-out contract“ unter Vertrag.
Nachdem ihm in der Folge kein weiteres Vertragsangebot unterbreitet wurde, kehrte er zur Saison 2010/11 zu den Niagara IceDogs in die OHL zurück. In der Spielzeit 2011/12 schloss er die reguläre Saison als fünftbester Scorer der OHL ab. In den Play-offs erreichte er mit den IceDogs das Finale um den J. Ross Robertson Cup und unterlag dort in der Best-of-Seven-Serie den London Knights nach fünf Spielen. Im Anschluss an die Saison wurde Agozzino als bester „Overage“-Spieler mit der Leo Lalonde Memorial Trophy sowie als vorbildlichster Mannschaftskapitän mit der Mickey Renaud Captain’s Trophy ausgezeichnet. Zusätzlich wurde er in das OHL Third All-Star-Team gewählt. Andrew Agozzino beendete seine Juniorenkarriere als Akteur mit den meisten Spielen (318), Toren (159), Torvorlagen (147), und Scorerpunkten (306) in der Geschichte der Niagara IceDogs.
Im Sommer 2012 unterschrieb er einen Vertrag bei den Lake Erie Monsters aus der American Hockey League. Nach überzeugenden Leistungen zu Saisonbeginn wurde Agozzino in das AHL All-Star Classic 2013 eingeladen. Am 22. März 2013 unterschrieb er einen zweijährigen Einstiegsvertrag bei der Colorado Avalanche aus der National Hockey League (NHL). Die Lake Erie Monsters fungieren als Farmteam Colorados. Agozzino beendete die AHL-Saison 2012/13 mit 52 Punkten aus 76 Einsätzen als Lake Eries Topscorer.
Während der Saison 2014/15 kam Agozzino zu seinem NHL-Debüt, wobei es vorerst bei diesem einen Einsatz blieb. Nach der Spielzeit 2015/16 erhielt er keinen neuen Vertrag in der Organisation der Avalanche, sodass er sich im Juli 2016 als Free Agent den St. Louis Blues anschloss. Nach einem Jahr ohne NHL-Einsatz kehrte der Angreifer im Juli 2017 – abermals als Free Agent – nach Colorado zurück. Dort spielte der Angreifer zwei Jahre und unterzeichnete im Juli 2019 einen neuen Zweijahresvertrag bei den Pittsburgh Penguins. Von dort gelangte er jedoch im Februar 2020 über den Waiver zu den Anaheim Ducks, als er abermals in die AHL geschickt werden sollte. Nach knapp eineinhalb Jahren in Anaheim wechselte er im Juli 2021 als Free Agent zu den Ottawa Senators, ebenso wie im Juli 2022 zu den San Jose Sharks. Die Sharks wiederum gaben ihn im Juni 2023 im Tausch für Andrej Šustr an die Anaheim Ducks ab, sodass er zu seinem früheren Arbeitgeber zurückkehrte. Von dort wechselte er im Juli 2024 als Free Agent zum neu gegründeten Utah Hockey Club, der ihn im Verlauf der Saison 2024/25 aber ausschließlich bei den Tucson Roadrunners in der AHL einsetzten.

## Erfolge und Auszeichnungen
| - 2010 Teilnahme am OHL All-Star-Game - 2012 Leo Lalonde Memorial Trophy - 2012 Mickey Renaud Captain’s Trophy | - 2012 OHL Third All-Star Team - 2013 Teilnahme am AHL All-Star Classic - 2019 Teilnahme am AHL All-Star Classic |

### International
- 2008 Goldmedaille bei der World U-17 Hockey Challenge

## Karrierestatistik
Stand: Ende der Saison 2024/25

### International
Vertrat Kanada bei:
- World U-17 Hockey Challenge 2008

(Legende zur Spielerstatistik: Sp oder GP = absolvierte Spiele; T oder G = erzielte Tore; V oder A = erzielte Assists; Pkt oder Pts = erzielte Scorerpunkte; SM oder PIM = erhaltene Strafminuten; +/− = Plus/Minus-Bilanz; PP = erzielte Überzahltore; SH = erzielte Unterzahltore; GW = erzielte Siegtore; 1 Play-downs/Relegation; Kursiv: Statistik nicht vollständig)